# سیارک ۱۰۹۱۶
سیارک ۱۰۹۱۶ (به انگلیسی: 10916 Okina-Ouna، نامگذاری:1997YB17) ده هزار و نهصد و شانزدهمین سیارک کشف شده‌است که در ۳۱ دسامبر ۱۹۹۷ کشف شد.
قدر مطلق سیارک برابر ۳۲.۳ است.